# サンロクトオ
サンロクトオ（3・6・10）とは、日本国有鉄道（国鉄）が昭和36年（1961年）10月1日に実施した白紙ダイヤ改正を指す、おもに鉄道関係者・鉄道ファンの間で使われる通称である。
昭和43年（1968年）10月1日に実施されたダイヤ改正（通称「ヨンサントオ」）と並ぶ大規模な全国ダイヤ改正であり、全国的に「特急列車網」が形成されたダイヤ改正として特筆されるものである。このとき、初めて「白紙改正」という言葉が使われた。

## ダイヤ改正の背景
国鉄では1956年（昭和31年）11月19日、東海道本線の全線電化完成に伴うダイヤ改正を実施し、東京 - 九州間直通特急「あさかぜ」を登場させるなどの積極策に乗り出すことで、1945年（昭和20年）の終戦からの復興をようやく終わらせようとしていた。同年7月発表の経済白書は「もはや戦後ではない」という有名なフレーズで、日本の復興に伴う経済成長が終焉し、次段階の新たな経済成長期に入ったことを示唆した。
この高度経済成長初期の時代、大都市においては通勤路線の殺人的混雑が問題となり、また中長距離輸送でも、旅客・貨物ともに好況に押され急激に輸送量が増加しつつあった。国鉄は1955年（昭和30年）に総裁に就任した十河信二のもと、それらの課題に対する速やかな対策の実施を強いられたのであった。
1957年（昭和32年）4月に国鉄は老朽資産を取り替えるべく「第一次5ヶ年計画」を開始した。同年6月、旧来の吊り掛け駆動方式を廃し、カルダン駆動方式等多数の新機構を採用した通勤形電車のモハ90系電車（のちの101系電車・初の新性能電車）が登場、そして9月には日本初の鉄道交流電化が仙山線の仙台 - 作並間で試験開始された。
翌1958年（昭和33年）には、特急形電車の20系電車（のちの151系電車）と急行形電車（当時は準急形電車）の91系電車（のちの153系電車）が相次いで登場し、それぞれ特急「こだま」・準急「東海」で運行を開始した。これら居住性に優れた電車の出現で、従来「乗り心地が悪く、長距離の優等列車には適さない」と見られていた電車が、優等列車に就く時代が到来した。また同年、のちにブルートレインと呼ばれた20系客車が開発され、特急「あさかぜ」に就役して寝台列車の近代化が図られるなど、新形式の登場や技術の革新が相次いだ。
国鉄はこの他にも、動力の近代化・電化の促進・車両の新造による輸送力強化を急速に推し進めた。また1959年（昭和34年）4月には、東海道本線の輸送力が飽和状態を来しつつある状況を解消すると同時に、世界最高水準の高速鉄道による都市間輸送を実現させるため、東海道新幹線が起工されている。
これら「第一次5ヶ年計画」のまとめとして実施されたのが「サンロクトオ」ダイヤ改正である。この改正が行われる1961年（昭和36年）度からは、東海道新幹線の建設や主要幹線の電化・複線化、車両の近代化を図る「第二次5ヶ年計画」が「第一次5ヶ年計画」に替わってスタートした。
しかし、急増する需要に対し、設備面・人員面・財源面での対応が追いつかず（東北本線でさえ、単線区間が残っていた）、しかも、東海道新幹線の建設により、在来線の輸送力増強投資は大幅にカットされることとなった。そのため、主要幹線の線路容量は限界に達し、優等列車の増発のために、普通列車や普通貨物列車の削減が行われた線区もあった。
特に貨物輸送については、駅での滞貨が数万トン規模で発生するなど、明らかに輸送力が不足する事態となっており、しかも、旅客列車の増発や、直行輸送主体の貨物輸送とするため、短距離の貨物輸送を自動車に転嫁することも行われた。
また、設備の物理的限界を超えた列車の運行により、列車の遅延や事故が多発する結果となった。これは三河島事故や鶴見事故の遠因にもなっている。

## 改正の内容
当時の国鉄運転局長であった石原米彦が指揮を執ってダイヤ改正計画が立案された。石原は、「鉄道は斜陽産業であるという『敗戦思想』を打破するために、鉄道がいかに便利なものかを実証してみせる必要があると考えた」と述懐している。

### 特急列車網の形成
この時点まで、国鉄の特急列車は、東海道系統の「こだま」（2往復）・「つばめ」（2往復）・「ひびき」（不定期）、東海道 - 九州系統の「あさかぜ」・「はやぶさ」・「さくら」、関西 - 九州系統の「かもめ」、そして東北系統の「はつかり」しか存在しなかった。東京－九州間の国土軸に偏った運行形態であった。
この改正では、特急列車の運行を、四国を除く北海道・本州・九州に拡大させ、全国的な「特急ネットワーク」が構成されるようになった。この時新設された特急列車は下記のとおりである。
- 「富士」（2往復） 東京 - 神戸、宇野
- 「はと」 東京 - 大阪
- 「おおとり」 東京 - 名古屋
- 「第2ひびき」（不定期） 東京 - 大阪（「ひびき」の増発）
- 「みずほ」（毎日運転の不定期列車、翌1962年10月1日に定期列車昇格） 東京 - 熊本
- 「うずしお」 大阪 - 宇野
- 「みどり」（運転開始は12月15日） 大阪 - 博多駅
- 「へいわ」 大阪 - 広島
- 「まつかぜ」 京都 -松江（福知山線経由）
- 「ひばり」（不定期、運転開始は翌1962年4月27日 1963年10月1日に定期列車昇格） 上野 - 仙台
- 「つばさ」 上野 - 秋田
- 「白鳥」 大阪 - 上野・青森
- 「おおぞら」 函館 - 旭川

なお、既存の「はつかり」は、新設された「白鳥」ともども青函連絡船を介した「おおぞら」との接続列車に設定され、さらに「つばさ」と「白鳥」も秋田駅で接続させるようにするなど、巧みな「ネットワーク性」が発揮されていた。その「ネットワーク性」を重視したことから、特急料金を通算する「結合特急料金制度」が設定された。これは、後年東海道新幹線開業により乗り継ぎ料金制度へ拡張される。
また当時、東海道本線を除いて電化がすでに完成していた幹線はほとんどなく、山陽本線・東北本線などで新設された昼行特急は、すでに「はつかり」で運行されていた特急形気動車キハ81系の改良形で、本改正に合わせて新製されたキハ82系を充当した。
- 客車から置換えられた「かもめ」をはじめ、新設された気動車特急については国鉄キハ80系気動車#1961年10月ダイヤ改正も参照のこと。

「うずしお」は運行距離209.4kmと当時の特急列車では最短距離走破列車であり、同列車を含む宇野発着列車は宇高連絡船を介した四国連絡のために設定された。宇野線は1960年（昭和35年）10月に電化が完成したばかりで、変電所容量の問題から電動車は4両までに制約されていた。このため、6両の電動車を編成中に含む「こだま」形電車を使用した特急では、宇野線内走行に当たって1組2両の電動車を使用停止するユニットカット措置が採られた。本改正では併せて四国内に増発されたディーゼル急行と乗り継ぐことで、東京駅から宇和島駅や窪川駅まで出発したその日のうちに到達できるようになり、また大阪駅から松山駅や高知駅までの日帰りが可能となった。
これにより、特急列車の本数はそれまでの18本から52本となった。

### 列車の大幅増発
特急列車以外、すなわち急行列車・準急列車の増発も大幅なものとなり、前者はそれまでの126本から223本へ、後者は400本から441本に大増発された。全体での増発数は172本、優等列車の本数は716本となった。しかし、普通列車に関しては、たとえば東海道本線の夜行列車ではそれまで3.5往復あったものが2往復に削減され、東京 - 門司間運転の列車が姫路駅以東までに短縮されるなど、特に長距離運転の列車は削減されることとなった。普通列車から優等列車へ乗客を移動させ、増収を図ろうとする意図もあったとされる。

### 夜行列車の寝台化
それまで夜行列車といえば座席車・寝台車の両方を連結しているものが主流であったが、この改正では寝台車が編成の大半を占め、座席車はまったく連結していないかあってもわずかという「寝台専用列車」が各線で新設・増発された。なお、このような形態の列車は、1957年（昭和32年）10月に東京 - 大阪間で運行を開始した急行列車「彗星」が始まりとされる。座席利用需要については、昼行列車用の電車・気動車を用いた座席車編成のみの列車を、寝台列車の前後の時間に運行することでフォローした。これによって、寝台車のみを増備することで、需要増加に伴う車両増備の問題に対処できた。

### 列車キロと列車本数の変化
このダイヤ改正による列車キロ・列車本数の変化を表に示す。
| 列車種別         | 列車キロ | 列車キロ | 列車キロ | 列車本数 | 列車本数 | 列車本数 |
| 列車種別         | 現行     | 改正     | 増減     | 現行     | 改正     | 増減     |
| ---------------- | -------- | -------- | -------- | -------- | -------- | -------- |
| 特急             | 15,535   | 34,560   | 19,025   | 18       | 52       | 34       |
| 急行             | 74,701   | 120,173  | 45,472   | 126      | 223      | 97       |
| 準急             | 78,097   | 87,422   | 9,325    | 400      | 441      | 41       |
| 普通             | 697,057  | 697,024  | -33      | 14,260   | 14,531   | 271      |
| 荷物             | 12,469   | 19,042   | 6,573    | 115      | 131      | 16       |
| その他（回送等） | 28,149   | 30,766   | 2,617    | 1,693    | 1,777    | 84       |
| 合計             | 906,008  | 988,987  | 82,979   | 16,612   | 17,155   | 543      |

### その他
このダイヤ改正により、電車・気動車などの動力分散方式車両を用いた優等列車の設定キロが、初めて客車方式車両を用いたものを上回った。こうしたこともあり、このダイヤ改正から列車番号の末尾に電車列車は「M」、気動車列車は「D」を付けることになった。
また、特急列車において、一定の基準に満たない設備を持つ車両で運転される場合は、所定の特急料金より1等220円、2等100円を割り引く制度も導入され、不定期特急の「ひびき」と「みずほ」ではそれが適用されることとなった。

## ダイヤ改正の結果
このダイヤ改正により、東海道本線の優等列車設定本数は一挙に倍増した。ダイヤ改正以前の優等列車がほぼ満員に近い実績を上げていたとはいえ、事前には供給を増やしすぎたことにより乗車効率が悪化するのではないかとの懸念もあった。しかし、サービス改善に伴い新たな需要が誘発され、翌1962年（昭和37年）4月には東海道優等列車の平均乗車効率は94%に達し、再び需給が逼迫する結果となった。1964年（昭和39年）に東海道新幹線の開業を控えて、このダイヤ改正により新幹線に引き継ぐまでの輸送力を確保したと考えていた当局では、すでに線路容量の限界に達していた東海道本線でこれ以上の輸送力増強を行うことができず、不定期列車の定期化や編成両数の増結など小手先の対応策に追われることになる。これはまた、輸送力増強のためには東海道新幹線が必要不可欠なものであるとの認識を世間に抱かせることにもなり、新幹線建設への支持を高めることになった。
また、動力分散方式の優等列車網が整備されたことにより、その後に策定された国鉄の動力近代化計画が動力分散方式を中心に進められていく礎となった。
このダイヤ改正により、東海道本線を満員の乗客を乗せた長大編成の特急・急行・準急が頻繁に行き交うことになり、東海道新幹線前夜の「鉄道黄金時代」を現出することになった。